# Hiseville
Hiseville é uma cidade localizada no estado americano de Kentucky, no Condado de Barren.

## Demografia
Segundo o censo americano de 2000, a sua população era de 224 habitantes.

## Geografia
De acordo com o United States Census Bureau tem uma área de
1,9 km², dos quais 1,9 km² cobertos por terra e 0,0 km² cobertos por água. Hiseville localiza-se a aproximadamente 226 m acima do nível do mar.

## Localidades na vizinhança
O diagrama seguinte representa as localidades num raio de 24 km ao redor de Hiseville.